# Edd Roush
Edd J. Roush (Oakland City, 8 maggio 1893 – Bradenton, 21 marzo 1988) è stato un giocatore di baseball statunitense che ha giocato nel ruolo di esterno nella Major League Baseball (MLB). È stato introdotto nella National Baseball Hall of Fame nel 1963.

## Carriera
Roush debuttò nelle major league il 20 agosto 1913 con i Chicago White Sox. Passò alla Federal League nel 1914 e passò due stagioni con gli Indianapolis Hoosiers, divenuti Newark Peppers nel 1915. Nel 1916 divise la stagione tra i New York Giants e i Cincinnati Reds.
Con i Reds dal 1916 al 1926, il mancino Roush non ebbe mai una media battuta inferiore a .321, battendo con .352 nel 1921, vincendo il titolo di miglior battitore della National League nel 1917 e 1919, quando terminò con .341 e .321. Fu una parte importante della vittoria delle World Series 1919 e per tutta la vita insistette che se anche i White Sox avesse giocato al loro livello, i Reds avrebbero vinto comunque.
Roush guidò la lega in media di slugging (.455) nel 1918, in doppi (41) nel 1923 e in tripli (21) nel 1924. Era noto per avere una delle migliori braccia per un esterno della sua epoca. Nel 1922 scioperò per quasi tutta la stagione per una disputa salariale che continuò fino alla primavera del 1923.
Roush giocò per i New York Giants nuovamente dal 1927 al 1929 dopo di che fece ritorno ai Reds per una singola stagione nel 1931 prima di ritirarsi. La stagione 1930 la perse per un'altra disputa salariale.
Roush chiuse i suoi 18 anni di carriera con una media in battuta di .323, 268 basi rubate e 182 tripli. Non subì mai più di 25 strikeout in una stagione e batté 30 fuoricampo interni.

## Palmarès

### Club
- World Series: 1

Cincinnati Reds: 1919

### Individuale
- Miglior battitore della National League: 2

1917, 1919